# Monarchia feudalna

Reprezentanci trzech stanów – duchowny, rycerz i chłop

Monarchia feudalna – ustrój, w którym panuje tzw. system feudalny. Całość władzy formalnie jest w rękach monarchy, którego władza jest dziedziczna albo elekcyjna.

## Zmiany
Z monarchii feudalnej na końcu XV w. zaczęły wykształcać się inne ustroje. W różnych państwach wykształciły się różne systemy ustrojowe:
- monarchia despotyczna - Imperium Osmańskie
- monarchia absolutna – Francja, Hiszpania, Szwecja, Dania, Austria, Państwo Kościelne
- republika – Holandia, niektóre państewka włoskie
- demokracja szlachecka - Rzeczpospolita Obojga Narodów
- monarchia parlamentarna – Anglia